# I pinguini di Madagascar
I pinguini di Madagascar (The Penguins of Madagascar) è una serie animata statunitense, andata in onda su Nickelodeon negli Stati Uniti dal 2008 al 2015; in Italia è stata trasmessa da Nickelodeon dal 2009 al 2013.
Spin-off del franchise di Madagascar, con protagonisti i pinguini Skipper, Kowalski, Rico e Soldato, personaggi secondari dei film, la serie si svolge in una realtà alternativa come sequel e midquel paralleli del franchise.

## Trama
La serie segue le avventure dei pinguini Skipper, Kowalski, Rico e Soldato, inquadrati in una sorta di unità militare supertecnologica che si dedica a missioni più o meno improbabili, dalla protezione degli altri animali dello zoo di Central Park, come ad esempio quando arriva un nuovo ospite che minaccia le abitudini degli animali, al rimediare ai pericoli provocati da malfunzionamenti delle invenzioni dello scienziato del gruppo (macchine del tempo, nanorobot, congegni per far spostare gli oggetti a distanza ecc.). Il gruppo dovrà anche vedersela con i guai combinati dal vanaglorioso e pasticcione Re Julien, spedito nello zoo con Maurice e Mortino da una cassa dal Madagascar (come mostrato nella sigla iniziale).
Gli altri animali dello zoo (gorilla, scimpanzé, lontre e tanti altri) e di Central Park di New York, il personale e i visitatori abituali del giardino zoologico e il ricco assortimento di antagonisti completano il cast della serie.

## Personaggi

### I Pinguini
- Skipper: è il capo del gruppo dei pinguini, molto serio, severo e a volte paranoico; si trova molto spesso in conflitto con Re Julien ed è diventato il nemico numero uno della Danimarca per colpa del suo ex miglior amico Hans. Ha paura di aghi e punture ma spesso tende a nascondere ciò per non sembrare debole. È il miglior amico di Soldato e si comporta come un padre per lui sebbene lo definisca sacrificabile e spesso tende a fare scelte avventate ma che si rivelano geniali. È stato innamorato di Mrs Kitka e ha una cotta segreta (ricambiata) per Marlene.
- Kowalski: è il cervello del quartetto nonché braccio destro di Skipper ed ha sempre una soluzione ai problemi che Skipper chiede. È in grado di creare vari tipi di oggetti che tuttavia finiscono sempre per fare disastri. È sempre in competizione con lo scoiattolo Fred perché è intelligente come lui ed è innamorato di una tursiope di nome Doris.
- Rico: è il braccio del gruppo, padroneggia qualsiasi tipo di arma bianca o da fuoco. Rigurgita oggetti di qualsiasi tipo, dalle forcine ai bazooka. Ha una cicatrice sulla guancia sinistra e un ciuffetto di peli in testa. Si esprime con versi, grugniti e facendo "sì" e "no" con la testa, a volte usa le parole (di solito tende solo a dire "pesce" di cui è estremamente ghiotto,) ed è "fidanzato" con la sua bambola giocattolo Dolly.
- Soldato (in originale Private): è il più giovane del gruppo, ed è ingenuo e miglior amico di Skipper. Non ha una specializzazione particolare e per questo viene spesso usato come esca. Appassionato della serie I Lunacorni (una parodia dei My Little Pony), è anche un patito della famosa marca di merendine Occhiolino alle Arachidi e odia fortemente i tassi. Nella versione originale Soldato parla con un accento inglese, che gli altri pinguini credono sia finto.
- Buck Rockgut: un anziano pinguino saltarocce. È un leggendario agente segreto che insegue da 47 anni il malvagio Scoiattolo Rosso dal quale è ossessionato a tal punto da nominarlo anche in casi in cui non c'entra nulla. È l'idolo di Skipper ed è ancora più ligio al dovere di lui a tal punto che afferma di non essersi mai preso un giorno libero anche se in un episodio precedente Skipper ha detto che è andato in pensione. Questo fa intuire che Buck ha mentito sul suo andare in pensione per poter inseguire lo Scoiattolo Rosso indisturbato.
- Nigel: un anziano pinguino imperatore. È un altro famoso agente segreto anche lui a caccia dello Scoiattolo Rosso sebbene non ne sia ossessionato e spesso afferma che farebbe volentieri a meno di questo caso. È inoltre lo zio di Soldato verso il quale è estremamente protettivo e sgrida sempre Skipper quando quest'ultimo lo picchia. Di carattere tranquillo, è molto logorroico e tende a perdersi in discorsi lunghi e molto spesso inutili pur rimanendo serio durante le missioni e sebbene sia lui che Buck siano sulle tracce dello Scoiattolo Rosso ed entrambi facciano parte della stessa agenzia non sanno l'uno dell'esistenza dell'altro.
- Manfredi e Johnson: sono 2 ex membri del gruppo. Manfredi era basso e grasso e molto simile a Rico mentre Johnson alto e magro e molto simile a Kowalski e vengono spesso menzionati dai pinguini in modo triste lasciando facilmente intendere che siano deceduti durante una missione. I loro nomi sono un omaggio a due prigionieri della seconda guerra mondiale uccisi durante un tentativo di fuga.

### I Lemuri
- Re Julien XIII: un catta. Ex re del Madagascar, ama fare feste a mezzanotte con la musica ad alto volume disturbando i pinguini e gli altri animali. Lui e Skipper non vanno d'accordo ma sanno sopportarsi e il pinguino solitamente lo chiama "coda ad anelli".
- Maurice: un aye aye. Braccio destro di Re Julien, è più intelligente di lui e di solito esegue i suoi ordini senza discutere ma spesso non si fa problemi a mettersi contro di lui nel caso fosse dalla parte del torto. È inoltre l'unico lemure ché Skipper chiama per nome.
- Mortino (in originale Mort): un lemure topo e l'altro braccio destro di re Julien. Completamente ingenuo, è innamorato dei piedi del suo re e Skipper solitamente lo chiama "Occhi tristi".

### Amici
- Mason: uno scimpanzé nero. Fratello minore di Phil, a differenza sua parla (usando inoltre un linguaggio forbito) ma di solito si limita a tradurre quello che dice Phil con i gesti. Sebbene abitino insieme i due non vanno d'accordo su nulla e ogni tanto per cattiveria Mason traduce apposta in modo sbagliato facendo infuriare Phil e facendo partire botte da orbi tra i due. È un maniaco delle pulizie ma nonostante detesti il disordine e la sporcizia (soprattutto le lattine che lascia Phil in giro) detesta ancora di più il non avere niente da pulire e riordinare. A differenza di Phil Mason è un tipo fine, attivo, educato, ordinato e decisamente colto ma non sa leggere e per questo chiede spesso aiuto a Phil anche se quest'ultimo cerca spesso di evitare la cosa. Nella versione originale parla con un accento inglese anche se in un episodio dice che è nato in Canada.
- Phil: uno scimpanzé rosso. Fratello maggiore di Mason, a differenza sua ha fatto il voto del silenzio e quindi non parla (se non raramente con dei versi brevi) ma comunica tramite la lingua dei segni. Sebbene abitino insieme i due non vanno d'accordo su nulla e per cattiveria ogni tanto comunica frasi sporche da far dire involontariamente a Mason facendolo infuriare e facendo partire botte da orbi tra i due. Al contrario di Mason, Phil è un tipo rozzo, pigro, maleducato e disordinato (non di rado lascia spesso in giro lattine vuote) sebbene sia colto quanto lui ma sa leggere, motivo per cui viene spesso chiamato dallo stesso Mason o dagli altri animali per leggere informazioni.
- Marlene: una femmina di lontra. È una grande amica dei pinguini e li aiuta spesso nelle loro missioni anche se a volte non approva i loro metodi. Essendo nata in cattività quando esce dallo zoo tende a diventare molto aggressiva, ma nell'episodio Little Foot imparerà a controllarsi. Ha una cotta segreta (ricambiata) per Skipper e ha un debole per il suono della chitarra flamenca.

### Animali dello Zoo
- Joey: un canguro. Proveniente da uno zoo tedesco, è molto territoriale e attacca chiunque entri nel suo recinto senza permesso anche se i pinguini possono entrare in quanto suoi amici.
- Bing e Bada: due gorilla gemelli, rispettivamente nero e grigio. Sono due tipi molto socievoli e sono amici di tutti gli animali dello zoo e in particolare di Mason e Phil essendo primati ma non vanno molto d'accordo con la babbuina Darla con la quale litigano sempre. Sono entrambi grandi giocatori di poker e le loro partite finiscono sempre in parità anche se in un episodio Skipper fa vincere Bing facendoli involontariamente litigare e sarà proprio lui a riconcilarli. Bing è un fan dei Lunacorni e non di rado invita Soldato a vedere gli episodi insieme a lui.
- Roger: un alligatore. È un cantante nato e sogna di esibirsi a Broadway. Inizialmente vive nelle fogne ma nella seconda stagione viene catturato dallo zoo e viene trasferito in uno degli habitat. Sebbene sia un combattente molto abile (lo stesso Skipper ne riconosce la bravura) non ama la violenza e preferisce starsene in disparte.
- Pinky: un fenicottero. Proveniente da uno zoo australiano, aiuta sempre i pinguini a prendere del pesce ogni volta che passa il furgone che trasporta il cibo.
- Camaleonti: sono i sudditi di Julien. A differenza degli altri animali loro non parlano, ma Maurice capisce cosa dicono quando cambiano colore, lingua che Kowalski chiama "camaleontico".
- Burt: un elefante indiano. Ex animale da compagnia di un sultano, è arrivato allo zoo dopo la sua morte. Molto amichevole, ha spesso dato una mano ai pinguini durante alcune delle loro missioni ed è anche bravo a mimetizzarsi tanto che lascia impressionato anche Skipper. È un ottimo pittore e condivide il recinto con Roy del quale è molto amico nonostante i loro caratteri siano diversi. Ha un mantra ed è "un elefante non dimentica mai ma perdona sempre".
- Roy: un rinoceronte nero. Proviene da una riserva africana che è andata in bancarotta e si è trasferito allo zoo di Central Park assieme ad altri animali. Ha avuto un'infanzia difficile a causa del suo trasferimento, spesso tende ad agire d'istinto e se qualcosa lo infastidisce si arrabbia parecchio. Condivide il recinto con Burt del quale è molto amico nonostante i loro caratteri siano diversi.
- Leonard: un koala. Proveniente da uno zoo francese, è molto schivo e solitario ed è terrorizzato da quello che succede nello zoo nonostante vada generalmente d'accordo con tutti.
- Miss Kitka: un falco pellegrino femmina. È una combattente molto abile e per questo Skipper si innamora di lei ma poi la lascia quando scopre che ha divorato Fred lo scoiattolo (anche se poi lo risputa).
- Kendal, Logan, James e Carlos: quattro castori abilissimi a riparare ogni cosa e sono rispettivamente i corrispettivi di Skipper, Rico, Soldato e Kowalski. In originale sono stati doppiati dai 4 protagonisti di Big Time Rush.
- Stacy e Becky: due femmine di tasso. Molto socievoli e amichevoli, ma sono facilmente suscettibili, fanno amicizia con Marlene e Soldato (il quale ha una fobia per i tassi, che poi riesce a superare), ma Marlene le offende accidentalmente e cominciano a prendersela con lei finche alla fine non escono per sbaglio dallo zoo e Marlene dopo essere diventata aggressiva le picchia duramente ma alla fine chiedono sciusa sia a lei che a Soldato. Sono inoltre le cugine di Marlene, perchè come dice Kowalski i tassi e le lontre appartengo alla stessa famiglia, i Mustelidi.
- Ted: un orso polare. Ancora più logorroico di Nigel, in un episodio Skipper per sbarazzarsi di lui lo spedisce a Timbuctù.
- Randy: una pecora che vive nello zoo dei cuccioli. Viene maltratta da molti bambini ma Rico gli insegnerà come difendersi.
- Shelly: una femmina di struzzo, maldestra e un pò matta, si innamora di Rico, ma lui non ricambia i suoi sentimenti siccome è innamorato della sua bambola Dolly, Shelly quindi gliela ruba e la butta via, sperando che Rico la dimentichi, ma alla fine si pente e lo aiuta a recuperarla, alla fine lei fa come Rico, e si innamora di un giocattolo, (e ironicamente Rico le da della matta per questo).
- Barry: una rana velenosa. Arrivata dallo zoo di Hoboken, gli piacciono gli abbracci ma tutt lo evitano a causa eel suo veleno.
- Darla: una femmina di babbuino. Abile ballerina, ma vantarsi del proprio talento e non sopporta essere insultata tanto che picchia sempre Re Julien quando quest'ultimo la prende in giro. Inoltre lei e le sue amiche (anch'esse ballerine) non vanno d'accordo con Bing e Bada con i quali litigano sempre. In un episodio ruba il talento da ballerino di Re Julien ma Skipper lo salva e spedisce Darla e le sue amiche allo zoo di Hoboken.

### Altri Animali
- Max: un gatto randagio. In un episodio i pinguini vanno in vacanza sulla Luna (in realtà il razzo finisce sul tetto di un edificio) dove incontrano Max, che i pinguini scambiano per un alieno e per questo Skipper lo chiama "Gatto Lunare". Ha l'eterocromia (occhio destro azzurro e occhio sinistro verde), un pelo piuttosto sporco ed è poco sveglio sebbene e sia riuscito a scappare dal veterinario. Era costantemente in fuga dall'Agente X che intendeva riportarlo al controllo animali ma alla fine decide di rimanere allo zoo dopo aver salvato la vita ad Elmer col quale stringe amicizia.
- Elmer: un grosso cane di razza tosa inu. Molto amico di Mortino, nonostante il suo aspetto intimidatorio è molto socievole e come tutti i cani non sopporta i gatti tanto da inseguirli a vista. Ironicamente diventa amico di Max dopo che quest'ultimo gli salva la vita.
- Fred: uno scoiattolo. Non molto sveglio, è comunque molto intelligente, circa quanto Kowalski suscitando spesso la gelosia del pinguino ma nonostante ciò sono abbastanza amici ed ogni tanto aiuta i pinguini nelle loro missioni. Vive in un albero in Central Park con sua nonna ed è amico dello Scoiattolo Rosso anche se è all'oscuro dei suoi affari non troppo puliti.
- Frankie: un piccione. Particolarmente ghiotto di mirtilli, ha una grossa rivalità con Skipper e i due non perdono mai occasione per offendersi ed insultarsi ogni volta che si incontrano.
- Ovetto (Eggy): è un anatroccolo. Marlene trovo il suo uovo nel suo habitat e lo ha affidato ai pinguini e Soldato in particolare si è molto affezionato a lui. Quand è tornato dalla sua madre, a causa del modo in cui i pinguini lo hanno cresciuto Ovetto tende a comportarsi molto spesso come loro e ha tutte le loro capacità combinate. Ha 6 fratelli minori.
- Archie: un procione comune. Arciere esperto, afferma di rubare il cibo dalle persone per darlo agli animali dello zoo anche se ciò non è  vero. È un vecchio amico di Fred.

### Nemici dei Pinguini
- Dr. Francis Blowhole: un tursiope e l'antagonista principale della serie. Kowalski lo invidia perchè le sue invenzioni sono spesso meglio delle sue e vuole uccidere tutti gli umani perchè si sente umiliato per essere stato l'attrazione di un parco acquatico in Coney Island. Va molto fiero di essere un mammifero e si offende molto quando gli altri lo scambiano per un pesce, è il fratello maggiore di Doris ed è molto legato a lei tanto che in sua presenza non si comporta da cattivo.
- Aragoste: gli scagnozzi del Dr. Blowhole.
- Hans: un pulcinella di mare. Leader degli animali dello zoo di Hoboken, è l'acerrimo nemico di Skipper e lo ha apparentemente fatto diventare nemico della Danimarca ma in realtà è stato lo stesso pinguino a causare ciò nel tentativo di modernizzare lo smørrebrød, il piatto nazionale danese. Apparentemente malvagio, in realtà è solo molto sfortunato e sfoga su Skipper tutte le sue frustrazioni.
- Savio: un boa constrictor. Proveniente da uno zoo italiano (possiede un forte accento calabrese), tenta spesso di mangiare gli animali più piccoli ma viene sconfitto da Skipper, Kowalski e Rico, con l'aiuto di Burt, e viene spedito a Hoboken. Ritorna in un altro episodio dove cerca di uccidere Julien ma viene fermato e sconfitto dal cucciolo di fossa che il lemure aveva adottato.
- Kuchikukan: uno spirito malvagio noto come il Distruttore dei Mondi. Impossibilitato a riprendersi il corpo originale poiché distrutto da tempo, decide di impossessarsi del Lunacorno il giocattolo di Soldato per passare inosservato. Sebbene sia un'entità distruttrice ha un carattere estremamente giocoso ma quando qualcuno lo contraddice o dice qualcosa che non gli piace non esita a ucciderlo. Dopo essere stato sconfitto decide di vivere assieme ai pinguini.
- Scoiattolo Rosso: È il nemico numero 1 di tutti i pinguini. Riconoscibile per una benda sull'occhio sinistro (che ha perso dopo uno scontro mortale con Buck Rockgut), è completamente pazzo e con suo stesso stupore diventa amico di Fred anche se non di rado lo coinvolge nei suoi piani.
- Francis Alberta: la guardiana dello zoo di Hoboken. Maniaca delle pulizie (anche più di Mason), vuole sostituire gli animali di ogni zoo con androidi.
- Robot Skipper: un robot creato da Francis con le sembianze di Skipper. Inizialmente distrutto dal vero Skipper che lo credeva una trappola di Blowhole, viene in seguito recuperato da Kowalski che lo fa diventare il suo assistente.
- Rhonda: È un femmina di tricheco. Rozza, pigra, maleducata e disordinata al pari di Mason, è la coinquilina di Marlene e in un episodio si scopre essere al servizio di Blowhole anche se poi lo tradisce.
- Re Ratto: un topo estremamente alto e muscoloso che vive nelle fogne. Kowalski pensa che fosse un topo usato come cavia in laboratorio e che è stato sottoposto a mutazioni che lo hanno reso così.
- Topi: sono gli scagnozzi di Re Ratto e a differenza di lui sono dei topi normali.
- Agente X: un agente dell'ispezione sanitaria. Dava la caccia a Max da molto tempo, ma i pinguini gli mettono i bastoni tra le ruote e alla fine l'azienda lo caccia anche se continuerà a inseguire Max
- Henny: una gallina di colore blu. Dotata dell'abilità di prevedere il futuro. ?etterà in difficoltà i pinguini con questa sa abilità ma viene sconfitto dall'imprevedibilità di Soldato.

### Altri Personaggi
- 'Alice: la guardiana dello zoo di Central Park. È sempre fredda e antipatica con tutti, detesta il suo lavoro e spia spesso i pinguini.
- Chuck Charles: un giornalista. Fornisce molto spesso informazioni ai pinguini.
- Zanna: una cucciola di foca leopardo. Diventa amica di Soldato quando quest'ultimo la salva dai pirati, e lui la aiuta a ritornare a casa in Antartide anche se in un episodio lei e suo padre vengono trasferiti proprio allo zoo di Central Park.
- Kid Kazoo: un uomo che piccolo si divertiva a dare noia agli animali dello zoo suonando un Kazoo, suono che da più fastidio a Burt (siccome gli elefanti hanno un udito più forte) che alla fine gli rubò il kazoo, ma anni dopo glielo restituisce.
- Doris: la tursiope di cui Kowalski è innamorato. È la sorella minore di Blowhole e non sa nulla dei suoi piani.
- Shauna: la veterinaria dello zoo. Soldato ha una cotta per lei.
- Lulu: una scimpanze che vive nello zoo di Hoboken ma viene temporaneamente trasferita a Central Park mentre il suo habitat viene fatto aggiustare. Riconoscibile dalla pelliccia viola, Phil si innamora di lei, ricambiato.
- Gladys: una signora anziana che da di nascosto da mangiare a tutti gli animali dello zoo, e per questo è amata da tutti loro.
- Cucciolo di Fossa: viene portato direttamente dal Madagascar. Julien inizialmente pensa che lo voglia mangiare, ma in realtà il piccolo si affeziona a lui e lo salverà da Savio.

## I luoghi
- Le varie puntate sono ambientate per la maggior parte nello zoo di Central Park, o nello stesso parco, o nelle strade di New York.
- Lo zoo di Hoboken è fittizio, vi vengono trasferiti vari animali nemici dei pinguini come punizione, tra cui: Hans, Savio, Clemson, Rhonda.[3]
- Il Madagascar, non compare nella serie, però viene menzionato diverse volte.

## Episodi
| Stagione         | Episodi | Prima TV USA | Prima TV Italia |
| ---------------- | ------- | ------------ | --------------- |
| Prima stagione   | 48      | 2008-2010    | 2009-2010       |
| Seconda stagione | 68      | 2010-2012    | 2010-2011       |
| Terza stagione   | 33      | 2012-2015    | 2012-2013       |

### Programmazione italiana
In Italia la serie ha inizialmente debutto su Nickelodeon dal 2009 fino al 2013, in seguito è stata replicata a partire dal 2011 sul canale Italia 1 durante il sabato fino al 2019, dal 2014 al 2015 è stata trasmessa su Boing (Italia), è attualmente viene trasmessa sul canale Super TV.
La prima stagione è stata anche temporaneamente trasmessa su Cartoonito nel 2019, e sul canale Pop dal 2017 fino alla sua chiusura nell'11 luglio 2019. Mentre la seconda è stata temporaneamente trasmessa su Nick Jr. nell'estate del 2017.

## Doppiaggio
| Personaggio           | Doppiatore originale     | Doppiatore italiano  |
| --------------------- | ------------------------ | -------------------- |
| Skipper               | Tom McGrath              | Luigi Ferraro        |
| Kowalski              | Jeff Bennett             | Gerolamo Alchieri    |
| Soldato               | James Patrick Stuart     | Franco Mannella      |
| Rico                  | John DiMaggio            | Pasquale Anselmo     |
| Re Julien             | Danny Jacobs             | Oreste Baldini       |
| Maurice               | Kevin Michael Richardson | Roberto Draghetti    |
| Mortino               | Andy Richter             | Massimiliano Alto    |
| Marlene               | Nicole Sullivan          | Perla Liberatori     |
| Dr. Blowhole          | Neil Patrick Harris      | Davide Lepore        |
| Alice                 | Mary Scheer              | Beatrice Margiotti   |
| Darla                 | Grey DeLisle             | Laura Lenghi         |
| Rhonda                | Kia Stevens              | Anna Cugini          |
| Mason                 | Conrad Vernon            | Massimo Bitossi      |
| Max                   | Wayne Knight             | Roberto Stocchi      |
| Leonard               | Dana Snyder              | Nanni Baldini        |
| Pervis McSlade        | Gary Cole                | Renato Cecchetto     |
| Savio                 | Nestor Carbonell         | Saverio Indrio       |
| Buck Rockgut          | Michael Dorn             | Teo Bellia           |
| Joey                  | Bill Fagerbakke          | Gianluca Crisafi     |
| Agente X              | Cedric Yarbrough         | Mario Bombardieri    |
| Clemson               | Larry Miller             | Franco Zucca         |
| Gustav "Gus" Babushka | Fred Tatasciore          | Stefano Mondini      |
| Zio Nigel             | Timothy Allen Dick       | Ambrogio Colombo     |
| Barry                 | Kevin McDonald           | Daniele Raffaeli     |
| Naniti                | Frank Welker             | Andrea Ward          |
| Alex / Alakay         | Ben Stiller              | Vittorio Guerrieri   |
| Hans                  | John DiMaggio            | Alberto Angrisano    |
| Cecil                 | French Stewart           | Mauro Magliozzi      |
| Re Topo               | Fred Tatasciore          | Massimo Corvo        |
| Bada                  | John DiMaggio            | Achille D'Aniello    |
| Burt                  | Michael Carter           | Davide Marzi         |
| Brick                 | John DiMaggio            | Oliviero Dinelli     |
| Bing                  | Kevin Michael Richardson | Gianfranco Miranda   |
| Fred                  | Jeremy Shada             | Daniele Giuliani     |
| Dodò                  | Seth Green               | Stefano Brusa        |
| Zanna                 | Ciara Bravo              | Gemma Donati         |
| Padre di Zanna        | David Ogden Stiers       | Rodolfo Bianchi      |
| Roger                 | Richard Kind             | Alessandro Quarta    |
| Ovetto                | Tara Strong              | Gilberta Crispino    |
| Pinky                 | Kevin Michael Richardson | Gabriele Trentalance |
| Archie                | Rob Paulsen              | Angelo Maggi         |
| Dale                  | Mandy Patinkin           | Luca Dal Fabbro      |
| Scoiattolo Rosso      | Jeff Bennett             | Massimo Giuliani     |
| Kuchikukan            | Keith David              | Stefano De Sando     |
| Shelly                | Melissa McCarthy         | Cristina Boraschi    |
| Parker                | Bill Murray              | Carlo Valli          |
| Chuck Charles         | Jeff Bennett             | Gino Manfredi        |
| Conduttrice TG        |                          | Valeria Vidali       |
| Gladys                |                          | Stefania Romagnoli   |

## Film
Nel 2014, la DreamWorks ha prodotto I pinguini di Madagascar, film con gli stessi protagonisti, ma non collegato direttamente con la serie. Ambientato dopo gli eventi di Madagascar 3 - Ricercati in Europa, il film si concentra sui pinguini che cercano di fermare un polpo parlante di nome Dave che vuole trasformare tutti i pinguini del mondo in mostri come vendetta per avergli portato via il suo pubblico quando era un animale dello zoo.